# Amazonomyces
Amazonomyces — рід грибів родини Arthoniaceae. Назва вперше опублікована 1964 року.

## Класифікація
До роду Amazonomyces відносять 3 види:
- Amazonomyces farkasiae
- Amazonomyces palmae
- Amazonomyces sprucei